# فرودگاه میدولارک

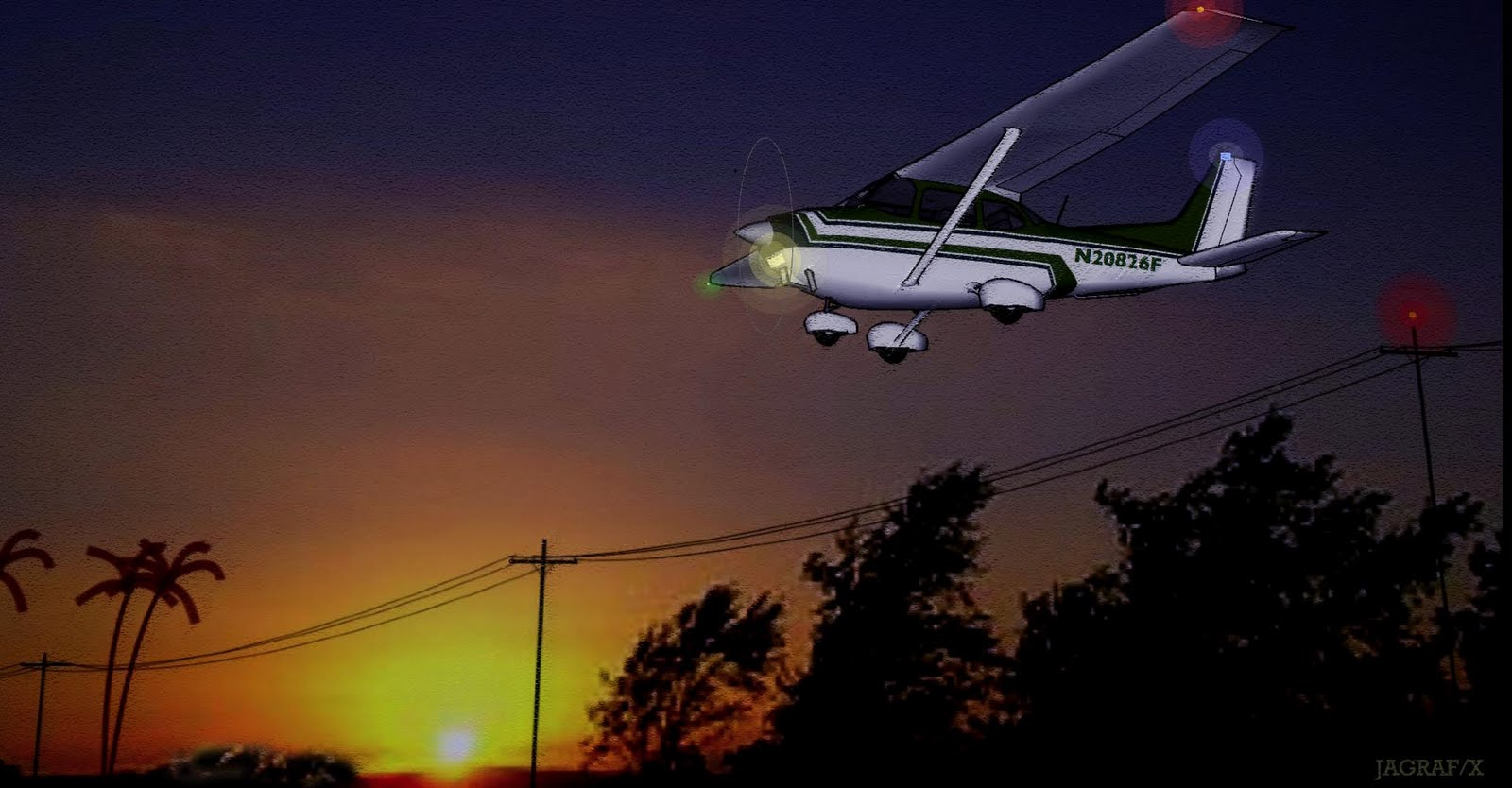
آخرین روزهای فرودگاه Meadowlark در هانتینگتون بیچ، کالیفرنیا. تصویر بالا یکی از آخرین 172 هایی است مه که در این فرودگاه، فرود آمده است

فرودگاه میدولارک (به انگلیسی: Meadowlark Airport) یک فرودگاه با کد یاتا L16 است . این فرودگاه در شهر هانتینگتون بیچ کشور ایالات متحده آمریکا قرار دارد و در ارتفاع 27 feet متری از سطح دریا واقع شده‌است.